# Rebutia steinbachii subsp. verticillacantha
Rebutia steinbachii subsp. verticillacantha ist eine Unterart der Pflanzenart Rebutia steinbachii in der Gattung Rebutia aus der Familie der Kakteengewächse (Cactaceae). Das Epitheton verticillacantha leitet sich vom lateinischen Wort verticillus für ‚Wirbel‘ sowie dem griechischen Wort akanthos für ‚Dorn‘ ab und verweist auf die Bedornung der Art.

## Beschreibung
Rebutia steinbachii subsp. verticillacantha wächst einzeln, häufiger jedoch sprossend mit kugelförmigen bis kurz säulenförmigen Körpern. Diese erreichen bei Durchmessern von 2 bis 3 Zentimetern Wuchshöhen von 2 bis 4 Zentimetern und besitzen eine einfache oder mehrfach geteilte Rübenwurzel. Ein Mitteldorn fehlt. Die 12 bis 14 Randdornen sind kammförmig angeordnet und liegen am Körper an. Sie sind gelblich, bernsteinfarben (dann mit dunklerer Basis) oder braun bis fast schwarz und 2 bis 4 Millimeter lang.
Die orangen, roten (auch mit gelb geflammten Schlund) oder violetten Blüten sind 3 bis 4 Zentimeter lang und besitzen ebensolche Durchmesser. Die Früchte sind olivgrün bis rötliche und weisen einen Durchmesser von 4 bis 6 Millimeter auf.

## Verbreitung und Systematik
Rebutia steinbachii subsp. verticillacantha ist in den bolivianischen Departamentos Cochabamba und Potosí in Höhenlagen von 3600 bis 3900 Metern verbreitet.
Die Erstbeschreibung als Sulcorebutia verticillacantha wurde 1962 von Friedrich Ritter veröffentlicht. David Richard Hunt stellte die Art 1997 als Unterart zur Art Rebutia steinbachii. Weitere nomenklatorische Synonyme sind Weingartia verticillacantha (F.Ritter) F.H.Brandt (1977), Sulcorebutia steinbachii subsp. verticillacantha (F.Ritter) Fritz, Gertel & J.de Vries (2004), Sulcorebutia steinbachii var. verticillacantha (F.Ritter) Fritz, Gertel & J.de Vries (2004) und  Weingartia steinbachii subsp. verticillacantha (F.Ritter) Hentzschel & K.Augustin (2008).

## Nachweise